# Уигем, Элиза
Элиза Уигем (англ. Eliza Wigham, 23 февраля 1820 — 3 ноября 1899) — ведущая суфражистка и аболиционистка XIX века в Эдинбурге. Она участвовала в нескольких крупных кампаниях по улучшению прав женщин в Британии XIX века и была отмечена как одна из ведущих граждан Эдинбурга. Её мачеха, Джейн Смил, была ведущей активисткой в Глазго, а её брат Джон Ричардсон Уигем был известным инженером.

## Жизнь
Элиза Уигем родилась 23 февраля 1820 года в Эдинбурге в семье Джона Терциуса Уигема, производителя хлопка и шалей, и Джейн (урождённой Ричардсон). Семья росла, в семье было шестеро детей, а проживали по адресу 5 South Gray Street в Эдинбурге. Уигемы были частью сети ведущих квакерских семей, выступавших против рабства того периода, которые действовали в Эдинбурге, Глазго, Ньюкасле и Дублине. Мать, старшая сестра и младший брат Элизы умерли, когда ей было около десяти лет. В 1840 году её отец снова женился, на Джейн Смил, которая была ведущей аболиционисткой и суфражисткой.

## Активизм
Уигем была казначеем Эдинбургского общества освобождения женщин. В отличие от других аболиционистских организаций, которые распались, эдинбургская организация всё ещё работала в 1870 году. В этом заслуга Уигем и её мачехи Джейн Смил.
В 1840 году Уигем и её подруга Элизабет Пиз Никол отправились в Лондон на Всемирную конвенцию против рабства, которая началась 12 июня. На мероприятии также присутствовали британские активистки, такие как Люси Таунсенд и Мэри Энн Роусон, а также американские активистки, в их числе Лукреция Мотт и Элизабет Кейди Стэнтон. Делегаток-женщин заставили сидеть отдельно.
Уигем, её мачеха и ряд их друзей основали Эдинбургское отделение Национального общества избирательного права женщин. Элиза и её подруга Агнес Макларен стали секретарями, Присцилла Брайт Макларен была президентом, а Элизабет Пиз — казначеем.
В 1863 году Уигем вместе с Мэри Эстлин входила в комитет Лондонского женского общества эмансипации Клементии Тейлор. В том же году она написала короткую книгу «Дело против рабства в Америке и его мученики» (англ. The Anti-Slavery Cause in America and its Martyrs), призванную повлиять на британское правительство. В то время опасались, что Великобритания может встать на сторону конфедератов в американской гражданской войне и, таким образом, будет поддерживать рабство.
Она играла активную роль в Шотландском христианском союзе Британской женской ассоциации трезвости, став национальным вице-президентом.

## Уход

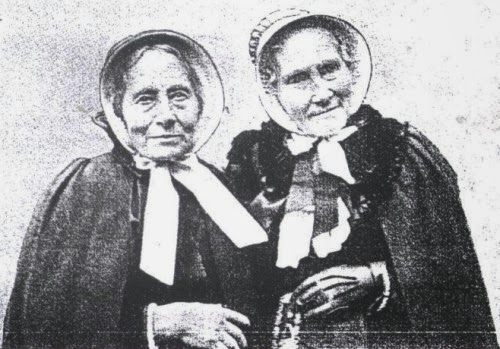
Элиза Уигем и её сестра Мэри Эдмундсон

Отец Уигем умер в 1864 году, после чего Элиза продолжала жить в доме своей мачехи Джейн на Саут-Грей-стрит в Эдинбурге. Она заботилась о Джейн, пока последняя не умерла в ноябре 1888 года после нескольких месяцев болезней. После смерти брата в 1897 году Элиза продала собственность, что позволило ей переехать в Дублин, где о ней, в свою очередь, могли позаботиться её родственники.
Уигем умерла в Фоксроке, пригороде недалеко от Дублина, в 1899 году.

## Память
Памятная книга Уигем была опубликована в 1901 году. В 2015 году четыре женщины, участвовавшие в кампаниях суфражисток и аболиционистов в Эдинбурге, были объектом проекта местных историков. Группа учёных стремилась добиться признания Элизы Уигем, Элизабет Пиз Никол, Присциллы Брайт Макларен и Джейн Смил — «забытых героинь» города.